# Gonnoscodina
Gonnoscodina – miejscowość i gmina we Włoszech, w regionie Sardynia, w prowincji Oristano. Graniczy z Baressa, Gonnostramatza, Masullas, Siddi i Simala.
Według danych na rok 2004 gminę zamieszkiwały 562 osoby, 70,2 os./km².